# آمونیوم آلومینیم سولفات
آمونیوم آلومینیم سولفات (به انگلیسی: Ammonium aluminium sulfate) با فرمول شیمیایی (NH۴)Al(SO۴)۲ یک ترکیب شیمیایی است. که جرم مولی آن 237.15 g/mol (anhydrous)
453.33 g/mol (dodecahydrate) می‌باشد. شکل ظاهری این ترکیب، بلورهای سفید است.